# First Signs of Frost
First Signs of Frost, aussi appelé FSOF, est un groupe britannique de rock, originaire de Londres.

## Histoire
Les racines du groupe remontent à la création du groupe Skud au tournant du millénaire, qui se rebaptise Subject to Change en 2003. Après le départ du guitariste Ben Ashton et du bassiste Ian Rees, remplacés par Adam Mason et Dan Oehlman, le groupe se rebaptise First Signs of Frost, Après avoir enregistré une démo de trois chansons et donné quelques concerts en 2004, le groupe sort son premier EP la même année, intitulé In Our Final Chapter et produit par le guitariste John Mitchell, qui avait déjà collaboré avec des groupes comme Funeral for a Friend, Kids in Glass Houses et Architects. En 2005, le bassiste Dan Oehlman quitte le groupe un an plus tard et est remplacé par Simon Poulton. De plus, la chanson In Our Final Chapter apparait sur la toute première publication du label britannique Basick Records sous la forme d'une compilation intitulée Do You Feel this ? Le groupe part ensuite en tournée en Grande-Bretagne en octobre, où il se produit notamment aux côtés d'Enter Shikari.
En 2007, le groupe sort son deuxième EP, The Lost Cause, sur le label japonais Zestone Records, qui est suivi d'une tournée au Royaume-Uni avec le groupe Exit Ten entre mai et juin. Après que le chanteur Daniel Tompkins ait rejoint le groupe un an plus tard, le groupe sort un split EP avec The Casino Brawl et Elias Last Day, publié par le label britannique Small Town Records, sur lequel on pouvait entendre les chansons Through the Exterior et Sing Sing Aint My Style. Le groupe a ensuite fait une tournée britannique commune avec Deaf Havana en novembre. Après avoir terminé l'enregistrement de leur premier album, le groupe annonce que Daniel Tompkins avait décidé de quitter le groupe pour rejoindre TesseracT et se consacrer à son projet Piano. En novembre 2009, Atlantic, le premier album du groupe, sort sur Zestone Records, comme l'EP précédent, et est produit par Acle Kahney, le fondateur de TesseracT, qui avait déjà produit la chanson Through the Exterior pour le groupe. En plus des neuf nouvelles chansons, l'album comprenait également trois autres chansons de l'EP sorti deux ans plus tôt, qui avaient été réenregistrées.
En 2018, le compositeur et guitariste Owen Hughes-Holland commence à écrire pour le deuxième album studio du groupe. Au début de 2020, alors que la pandémie de Covid-19 frappe, l'enregistrement de l'album est mis en attente. Dans le sillage de Covid-19, le groupe procède à quelques changements de composition, notamment l'introduction d'un nouveau chanteur, Ronan Villiers. L'enregistrement se déroule tout au long de l'année 2021 et, début 2022, Owen commence à mixer l'album. FSOF termine l'album Anthropocene en mai 2022 et sa sortie est prévue pour le 2 septembre 2022, cette fois chez Alaskan Records. Avant la sortie de Anthropocene, le groupe sort son premier single Loss le 26 juin 2022, suivi des singles Relics et Viking Blood.

## Style musical
FSOF est étiqueté dans des styles musicaux variés tels que le post-hardcore, le rock progressif, le metal alternatif et l'ambient parmi d'autres genres. Le son du groupe a également été comparé à celui de Sikth et de Funeral for a Friend, avec un peu plus de technicité et de créativité, réussissant à produire un mélange équilibré entre riffs techniques et mélodies accrocheuses.
Les critiques ont déclaré que tous les membres du groupe ont des goûts musicaux très variés, ce qui rend le processus d'écriture intéressant, et que la raison principale pour laquelle FSOF est étiqueté comme un groupe « technique » est l'utilisation constante de changements de temps dans leurs chansons.

## Discographie

### Albums studio
- 2009 : Atlantic (Zestone Records)

### EP
- 2004 : In Our Final Chapter
- 2007 : The Lost Cause (Zestone Records)

### Splits
- 2008 : The Casino Brawl / Elias Last Day / First Signs of Frost (Small Town Records)